# Gare d'Amsterdam-Amstel
La gare d'Amsterdam-Amstel (en néerlandais : Station Amsterdam Amstel ou Amstelstation, plus communément Amsterdam Amstel) est une gare ferroviaire de la capitale néerlandaise Amsterdam, située au sud-est du centre-ville, dans l'arrondissement Est, non loin du fleuve Amstel, d'après lequel elle est nommée.
Avec deux quais et quatre voies, elle reçoit à la fois des trains régionaux (Sprinter) et nationaux (Intercity) de Nederlandse Spoorwegen (NS), par ses voies latérales, ainsi que des métros de la GVB, par ses voies centrales. Elle accueille environ 33 700 passagers par jour en 2018, pour une moyenne annuelle de 12,3 millions.

## Situation ferroviaire
La gare se situe sur la ligne d'Amsterdam à Elten (Allemagne) via Utrecht et Arnhem, dite Rhijnspoorweg (« voie ferrée du Rhin »).
La gare en amont celle d'Amsterdam-Muiderpoort, tandis que celle en aval est celle de Duivendrecht, située en commune d'Ouder-Amstel. Les deux gares suivantes, Bijlmer Arena et Holendrecht, sont situées dans la commune d'Amsterdam.

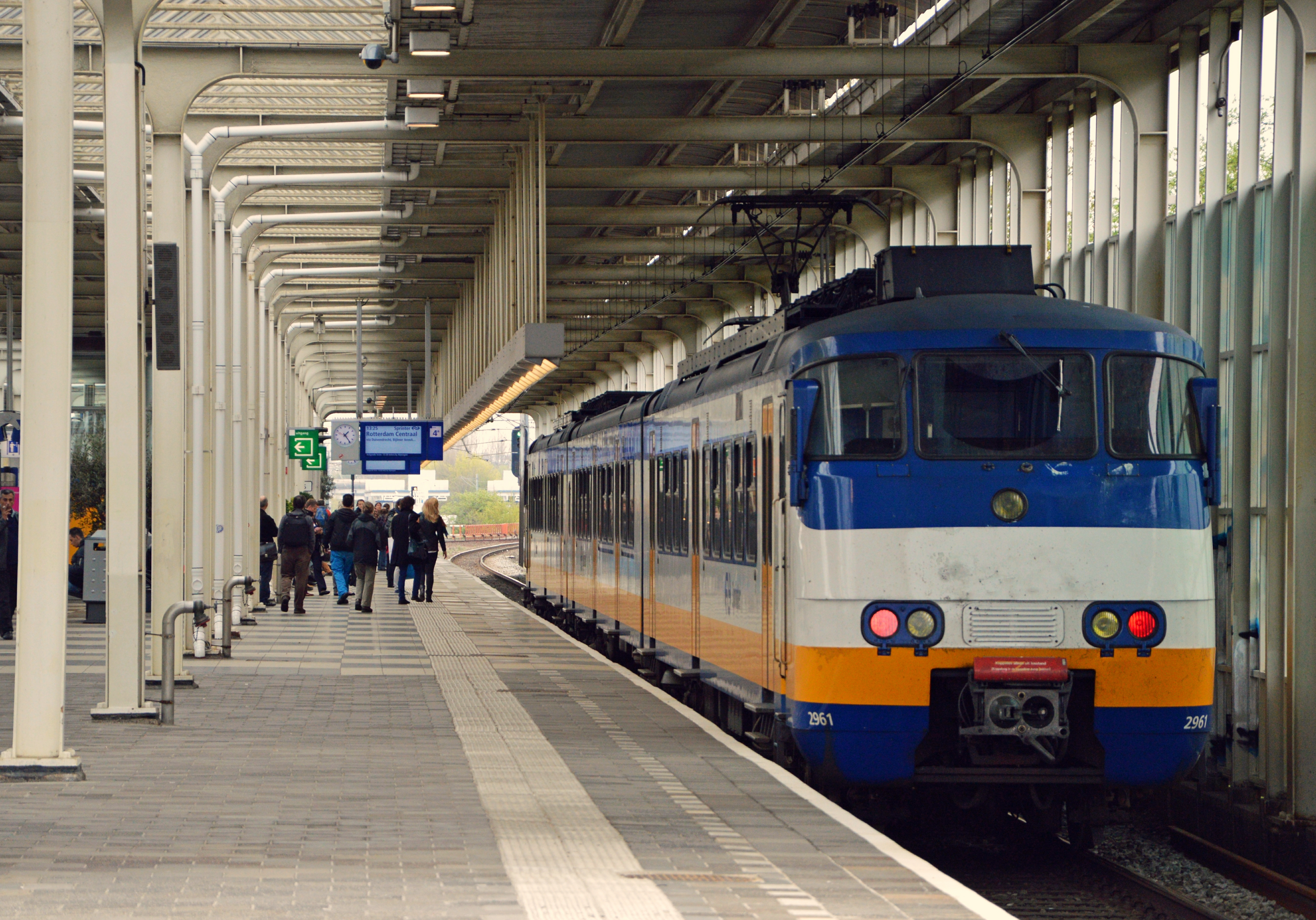
Service régional vers Rotterdam-Central via Breukelen entrant en gare.
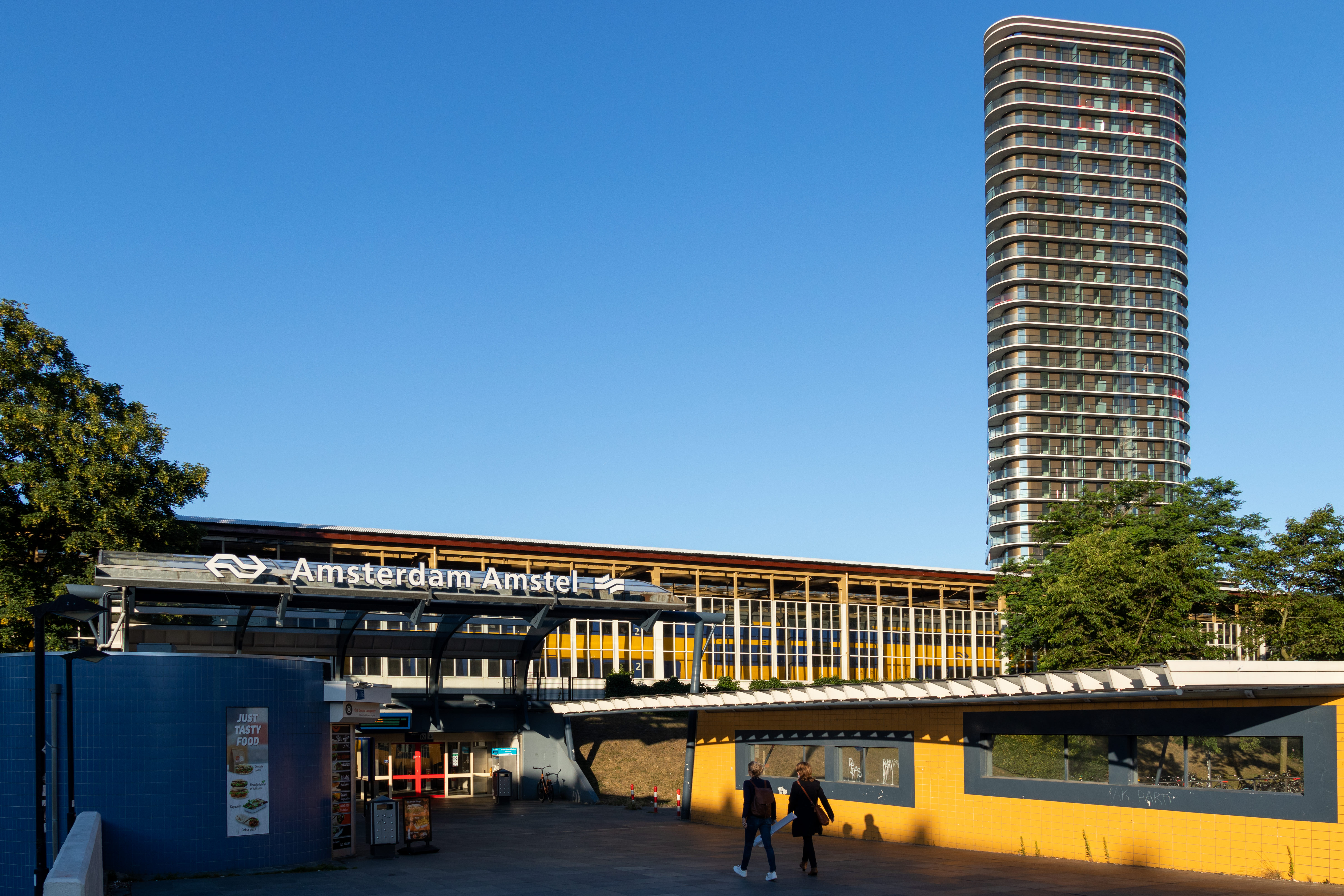
Entrée côté fleuve (ouest), donnant accès à l'Amstelcampus de l'université des sciences appliquées d'Amsterdam.
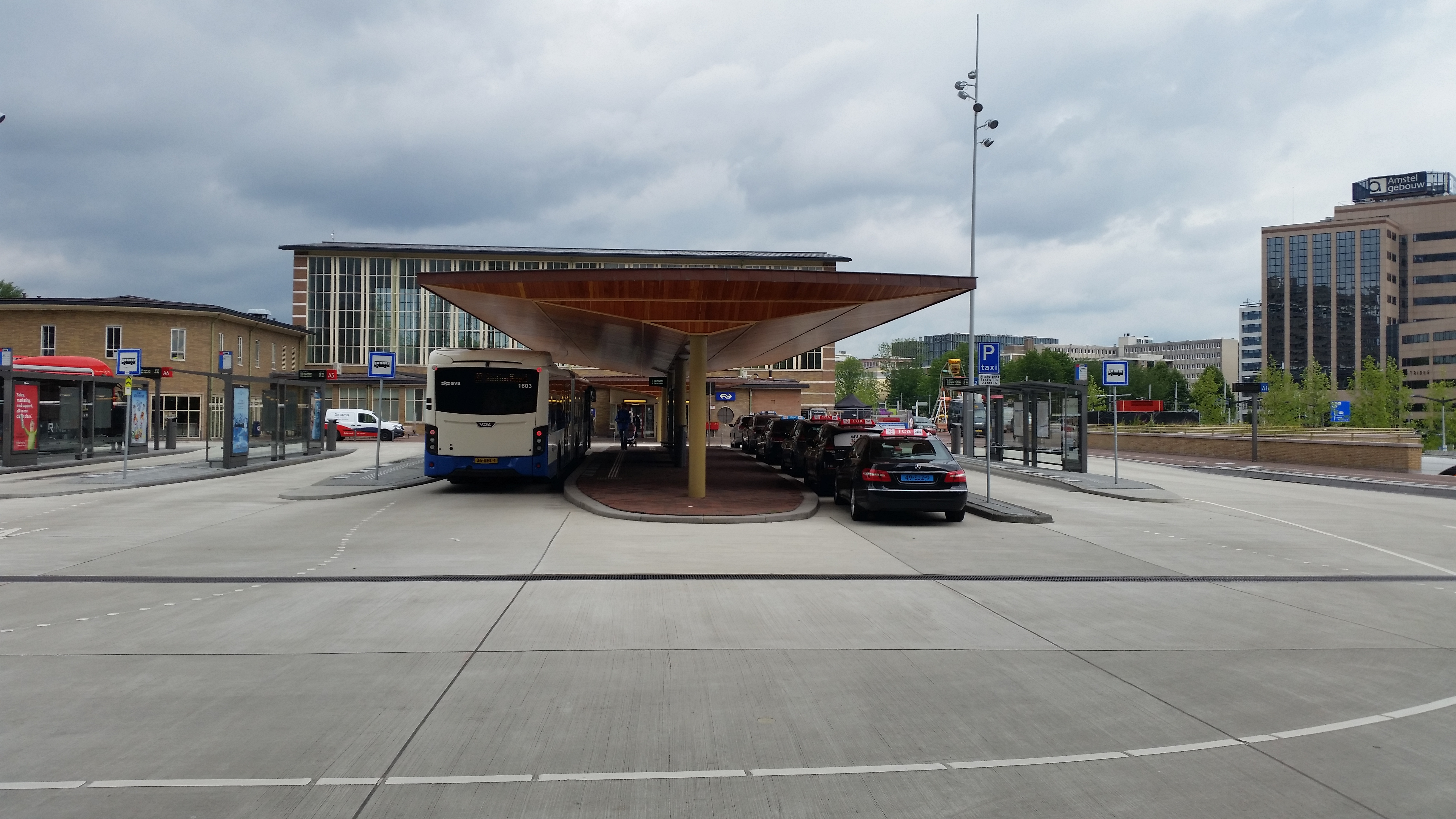
Zone pour bus et taxis, côté parvis (est).

## Histoire
La gare est ouverte le 15 octobre 1939 par la reine Wilhelmine. Elle se situe sur la rive droite de l'Amstel, fleuve duquel elle tient son nom, au sud de la Wibautstraat. À la fin des années 2010, son hall et parvis, la Julianaplein, subissent une rénovation profonde afin d'augmenter la superficie piétonne des lieux,.

## Service des voyageurs

### Accueil
Le hall de la gare contient plusieurs boutiques et espaces de restauration, notamment un Albert Heijn, Starbucks et Burger King.

### Desserte
Les trains suivants desservent Amsterdam-Amstel :
| Série | Service   | Itinéraire | Matériel | Fréquence        | Remarques |
| ----- | --------- | --- | -------- | ---------------- | --- |
| 800   | Intercity | Maastricht – Sittard – Roermond – Weert – Eindhoven-Central – Bois-le-Duc – Utrecht-Central – Amsterdam-Amstel – Amsterdam-Central – Amsterdam-Sloterdijk – Zaandam – Castricum – Alkmaar | VIRM     | 2 fois par heure | Ne circule pas le soir. Continue au-delà d'Alkmaar jusqu'à Schagen en heure de pointe. Trains en direction de Maastricht le matin venant du Helder et vers le Helder le soir circulant sous le numéro 800. |
| 2900  | Intercity | Maastricht – Sittard – Roermond – Weert – Eindhoven-Central – Bois-le-Duc – Utrecht-Central – Amsterdam-Amstel – Amsterdam-Central – Amsterdam-Sloterdijk – Hoorn – Hoorn-Kersenboogerd – Hoogkarspel – Bovenkarspel-Grootebroek – Bovenkarspel-Flora – Enkhuizen | VIRM     | 2 fois par heure | Circule après 21 heures et le dimanche matin. |
| 3000  | Intercity | Nimègue – Arnhem-Central – Ede-Wageningen – Veenendaal-De Klomp – Utrecht-Central – Amsterdam-Amstel – Amsterdam-Central – Amsterdam-Sloterdijk – Zaandam – Castricum – Heiloo – Alkmaar – Alkmaar-Noord – Heerhugowaard – Schagen – Anna Paulowna – Den Helder-Zuid – Den Helder | VIRM     | 2 fois par heure | S'arrête après 20 heures et le dimanche matin également à Driebergen-Zeist. |
| 4000  | Sprinter  | Rotterdam-Central – Rotterdam-Noord – Rotterdam-Alexander – Capelle Schollevaar – Nieuwerkerk aan den IJssel – Gouda – Gouda-Goverwelle – Woerden – Breukelen – Abcoude – Amsterdam-Holendrecht – Amsterdam-Bijlmer Arena – Duivendrecht – Amsterdam-Amstel - Amsterdam-Muiderpoort – Amsterdam-Central – Amsterdam-Sloterdijk – Zaandam – Koog aan de Zaan – Zaandijk Zaanse Schans – Wormerveer – Kromennie-Assendelft – Uitgeest       | SLT      | 2 fois par heure | |
| 7400  | Sprinter  | Rhenen – Veenendaal-Centrum – Veenendal-West – Maarn – Driebergen-Zeist – Bunnik – Utrecht-Vaartsche Rijn – Utrecht-Central – Utrecht-Zuilen – Maarssen – Breukelen – Abcoude – Amsterdam-Holendrecht – Amsterdam-Bijlmer Arena – Duivendrecht – Amsterdam-Amstel - Amsterdam-Muiderpoort – Amsterdam-Central – Amsterdam-Sloterdijk – Zaandam – Koog aan de Zaan – Zaandijk Zaanse Schans – Wormerveer – Kromennie-Assendelft – Uitgeest | SGM, SLT | 2 fois par heure | |

### Intermodalité
La gare est desservie par la lignes 51, 53 et 54 du métro d'Amsterdam, la ligne 12 du tramway d'Amsterdam, ainsi que plusieurs lignes de bus municipales et régionales.

## Sources
- (nl) Cet article est partiellement ou en totalité issu de l’article de Wikipédia en néerlandais intitulé « Station Amsterdam Amstel » (voir la liste des auteurs).